# Харків-Сортувальний (пункт контролю)
50°1′34″ пн. ш. 36°10′52″ сх. д. / 50.02611° пн. ш. 36.18111° сх. д.
Ха́рків-Сортува́льний — пункт пропуску через державний кордон України на кордоні з Росією. Через пропускний пункт здійснюється тільки залізничний вид контролю.
Розташований у Харківській області, у місті Харків, на перетині двох маршрутів європейського значення E40 та E105. З російського боку найближчою великою станцією, де розташований пункт контролю, є «Бєлгород», Бєлгородської області.
Вид пропуску — залізничний. Статус пункту пропуску — міжнародний.
Характер перевезень — вантажний.
Окрім радіологічного, митного та прикордонного контролю, залізничний пункт пропуску «Харків-Сортувальний» може здійснювати санітарний, фітосанітарний, ветеринарний та екологічний види контролю.